# Абсолютная отрицательная проводимость
Абсолютная отрицательная проводимость (АОП) — процесс протекания электрического тока в полупроводнике против внешнего постоянного электрического поля. Возникает в условиях неравновесного распределения электронов по энергии при их взаимодействии с оптическими продольными фононами в сильном магнитном и перпендикулярном ему электрическом поле.

## В нулевом магнитном поле
Время жизни электронов в зоне проводимости оказывается меньше времён энергетической релаксации на акустических фононах и времени электрон-электронных столкновений, что приводит к созданию сильно неравновесной функции распределения электронов по энергии (например в антимониде индия p-типа). При больших интенсивностях облучения полупроводника и оптическом возбуждении электронов в зону проводимости равновесными электронами можно пренебречь при низких температурах. Если энергия электронов меньше энергии оптического фонона, то они не испускают фононов, но при приложении какого-то конечного напряжения часть электронов достигают энергии оптического фонона, и такая асимметрия приводит к возникновению обратного к направлению электрического поля току. При некоторых условиях положительный ток (в направлении электрического поля) оказывается меньше отрицательного тока, что и приводит к возникновению абсолютной отрицательной проводимости.